# Petrofysica
Petrofysica is een discipline van expertise die zich bevindt op het snijvlak van de fysica, ingenieursgeologie en olie-industrie. Petrofysici bestuderen metingen die in het boorgat gedaan worden (door middel van wireline logs of logging while drilling) om zo informatie over het gesteente, het reservoir en de aanwezigheid van olie en/of gas te verkrijgen. Hiervoor gebruiken ze verschillende logs/metingen, zoals weerstandslogs, logs gebaseerd op geluidsgolven, gamma ray-logs, nucleaire porositeitslogs, magnetische resonantie logs, druk metingen en meer. Deze logs worden gebruikt om de gesteenteeigenschappen zoals de porositeit en water saturatie uit te rekenen. Ze kunnen aangevuld worden met metingen die in een laboratorium gedaan worden op onderdelen van een geboorde kern. Deze worden veelal gebruikt om de porositeit te calibreren en de permeabiliteit van het gesteente vast te stellen. Een bedrijf dat zich veel bezighoudt met petrofysisch onderzoek is het Franse Schlumberger.

## Naamgeving
De naam petrofysica is afgeleid van de Griekse woorden πετρός petrós ("gesteente") en φυσική phusikē ("natuurkunde").